# Klupper (Einheit)
Klupper, auch nur Klupp oder Klubb, war ein deutsches Stückmaß in Nürnberg. Die Maße Bündel und Bandel galten ebenso für die Zahl Vier. 
- 1 Klupper = 4 Stück